# Kamel Madouri
Kamel Madouri  (Arabisch : كمال المدوري) (Téboursouk, 25 januari 1974) is een Tunesische politicus die tussen 7 augustus 2024 en 21 maart 2025 premier van Tunesië was. Madouri was sinds mei 2024 minister van Sociale Zaken in het kabinet-Ahmed Hachani.
Madouri studeerde aan de universiteit van Tunis. Hij specialiseerde zich in internationaal recht. Voor hij in de politiek ging leidde hij nationale instellingen van sociale zekerheid. Daarnaast gaf hij ook les. Op 21 maart 2025 werd hij door Kaïs Saïed uit zijn functie als premier ontslagen vanwege de economische en migratiecrisis in Tunesië. Hij werd vervangen door Sara Zaafarani.